# Iva Maasing

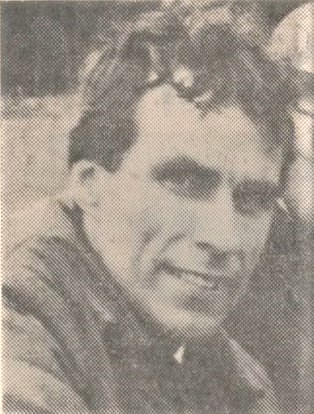
Iva Maasing, 1968.

Iva Maasing, född 3 september 1930 i Estland, död 11 november 2012 i Viken, Skåne län, var en svensk motorjournalist. Han var en ikon inom de svenska flyg- och motorfordonsbranscherna.

## Karriär
Iva Maasing flydde 1939 från Estland när landet invaderades av Sovjetunionen. Hans far Richard Maasing var överste i Estniska Generalstaben och även aktiv inom den estniska motståndsrörelsen. Efter Beskowska skolan och studier vid Kungliga Tekniska högskolan, utexaminerades han som civilingenjör inom flyg och maskinteknik. Han började sin bana som journalist på Motormännens tidskrift Motor där han var i nästan 45 år.
Under åren skrev han dessutom ett 30-tal handböcker om olika fordon, exempelvis Ford, Opel, Volvo och VW. Han skrev även om Säkerhetskörning (tillsammans med C-G Hammarlund med flera), Biltekniskt lexikon och utbildningsböcker om fordonsteknik för gymnasiet samt handböcker om båtmotorer och sportbåtar. 
Han startade säkerhetskörningskurser på 1960-talet för bland andra bilskollärare, trafikinspektörer och utbildare för utryckningsfordon (polis-, ambulans- och brandfordonsinstruktörer) i ett 20-tal år. Iva Maasing var även med om att starta de första TV-programmen om bilar och andra fordon i Sverige på 1960-talet.
Under 1950- och 1960-talet anlitades han bland annat av Volkswagen och SAAB som teknisk konsult, där han bl.a. var med om att utveckla SAAB 99. Efter det befordrades han till chefstekniker och var inblandad i SAAB:s efterföljande framgångar.
Vid bokförlaget Bra Böckers utgivning av lexikon var han teknisk redaktör. Han satt även med som teknisk expert för TV-programmet Fråga Lund. Iva Maasing var med i den svenska juryn för Årets Bil under ett trettiotal år och även i den internationella juryn för "Årets bil".